# Fontaine-Raoul
Fontaine-Raoul település Franciaországban, Loir-et-Cher megyében. Lakosainak száma 235 fő (2022. január 1.). Fontaine-Raoul Bouffry, Chauvigny-du-Perche, Ruan-sur-Egvonne, Saint-Hilaire-la-Gravelle, Saint-Jean-Froidmentel, La Ville-aux-Clercs és Villebout községekkel határos.

## Népesség
A település népességének változása:
| Lakosok száma | 281  | 209  | 178  | 220  | 215  | 210  | 225  | 234  | 235  | 235  |
|               | 1968 | 1982 | 1990 | 2006 | 2013 | 2015 | 2017 | 2019 | 2020 | 2022 |